# ميتار

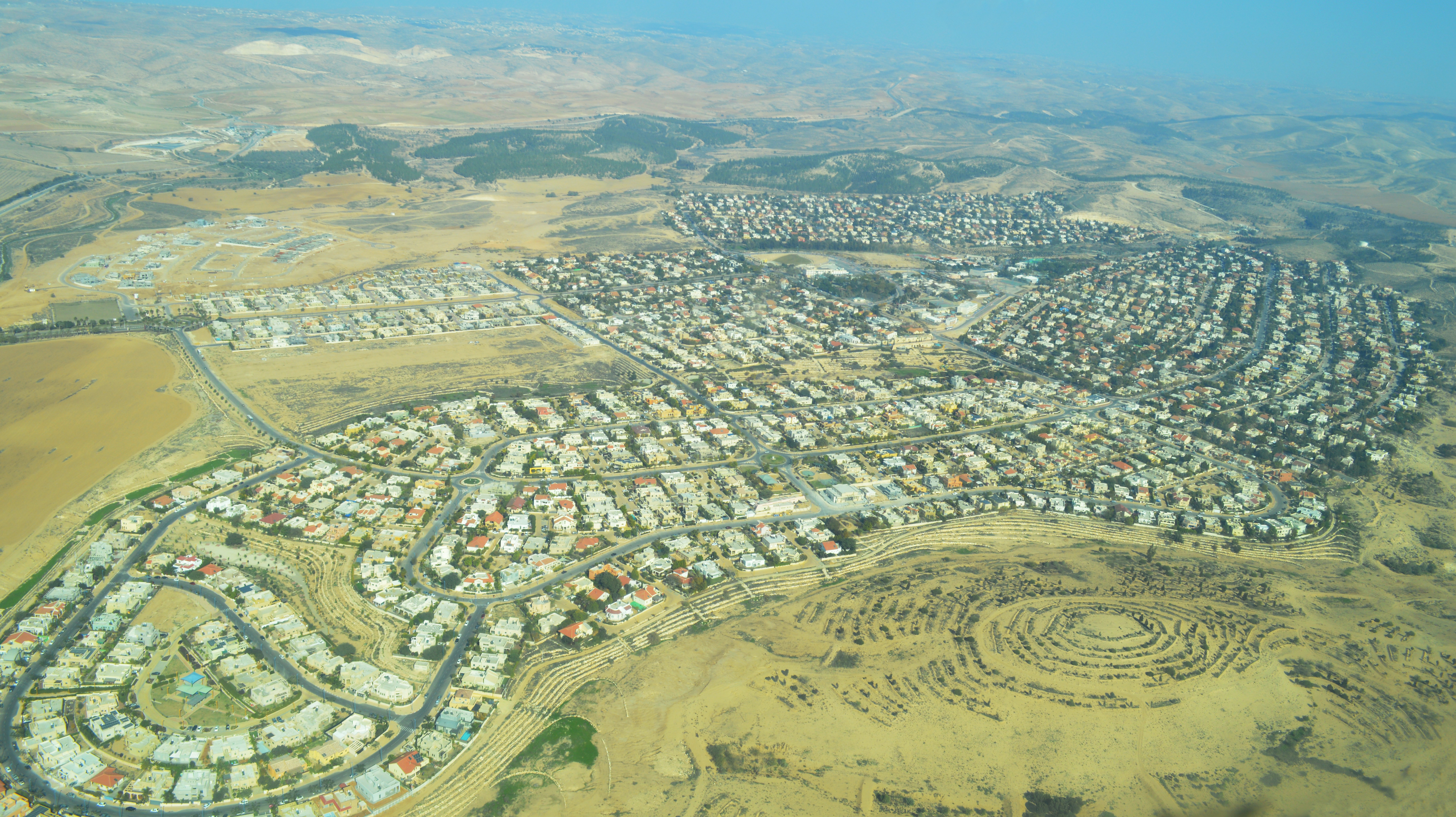
ميتار من الجو،2012

ميتار (بالعبرية: מֵיתָר) هو مجلس محلي صغير يقع شمال شرق بئر السبع، في جنوب إسرائيل. البلدة تقع على الطريق السريع 60 إلى الجنوب من الخط الأخضر على الحافة الجنوبية من جبل الخليل، وهي ملاصقة تماماً لغابات يتير. تأسست ميتار في عام 1984.
وفقا لمكتب الإحصاء في إسرائيل فقد كان عدد السكان يبلغ 6,200 شخص في نهاية عام 2009. مساحتها 16,696 دونم (~ 16.7 كم ²). البلدة تأتي في مرتبة عالية جدا على مقياس الوضع الاجتماعي والاقتصادي الإسرائيلي، بواقع 9/10.